# Acorralada (telenovela)
Acorralada es una telenovela estadounidense producida por Cisneros Media en 2007, Alberto Gómez se encargó de los guiones para la trama. 
Está protagonizada por Alejandra Lazcano y David Zepeda; y con participaciones antagónicas de Maritza Rodríguez, Frances Ondiviela, Jorge Luis Pila, Virna Flores y Orlando Fundichely. Cuenta además con la actuaciones estelares de Sonya Smith, William Levy y Mariana Torres.

## Argumento
Fedora Garcés es mujer que lo tenía todo, estaba casada con un hombre al que amaba, con quien había tenido dos hijas y eran dueños de una fábrica de perfumes con la que tenían vida acomodada, pero una empleada de esa fábrica, llamada Octavia Alarcón, era una mujer ambiciosa y despiadada que sentía envidia de todo lo que tenía Fedora de modo que le arrebató todo lo que tenía.
El esposo de Octavia asesinó al esposo de Fedora y consiguieron que Fedora apareciera como culpable de ese asesinato, le arrebataron su fábrica de perfumes, su fortuna y le arrebataron a sus pequeñas hijas dejando a Fedora encerrada en prisión por ese asesinato que no cometió.  
Las hijas de Fedora fueron entregadas a Miguelina Soriano, una humilde mujer mayor que las crio haciéndoles creer que eran sus nietas poniéndole los nombres de Diana y Gabriela. Mientras que Octavia y su familia, los Irazabal, se convirtieron en una rica y poderosa familia gracias a lo que Octavia le robó a Fedora sin saber los hijos como había conseguido en realidad esa fortuna. 
Años después Fedora sale en libertad por un indulto y empieza a trabajar como cantante bajo apodo de "La gaviota" pero con la idea de recuperar lo que le arrebataron y vengarse de la familia Irazabal. 
Las hijas de Fedora, Diana y Gaby, que han crecido de manera humilde con su abuela adoptiva entran a trabajar en casa de Octavia, Gaby como sirvienta y Diana como enfermera de la suegra de Octavia cuyo nombre es Doña Santa y en sus vidas aparecen los dos hijos varones de Octavia llamados Maximiliano y Larry Irazabal. 
Gaby se enamora de Larry y Diana de Maximiliano, dos amores que, aunque son correspondidos, son imposibles por diversos obstáculos que tienen comenzando por Octavia y la propia Gaviota.

## Elenco
- Alejandra Lazcano como Diana Soriano
- David Zepeda como Maximiliano Irazábal Alarcón
- Maritza Rodríguez como Marfil Mondragón / Deborah Mondragón
- Sonya Smith como Fedora Garcés «Gaviota»
- Frances Ondiviela como Octavia Alarcón viuda de Irazábal
- William Levy como Larry Irazábal Alarcón
- Mariana Torres como Gabriela «Gaby» Soriano
- Jorge Luis Pila como Diego Suárez
- Elizabeth Gutiérrez como Paola Irazábal
- Roberto Mateos como Francisco "Paco" Vázquez
- Ofelia Cano como Yolanda Alarcón
- Virna Flores como Camila Linares
- Yul Bürkle como Andrés Dávila
- Alicia Plaza como Bruna Pérez
- Maritza Bustamante como Caramelo Vázquez
- Orlando Fundichely como Doctor Ignacio Montiel
- Julián Gil como Francisco "Pancholón" Suárez
- Paulo Quevedo como René Romero
- Álex Alonso como Víctor Bracho
- Gretel Trujillo como Isabel Dávila
- Nélida Ponce como Miguelina Soriano
- Bernie Paz como Rodrigo Santana
- Eduardo Linares como Francisco Irazábal
- Valentina Bove como Sharon Santana
- Raúl Olivo como Emilio Linares
- Juan Vidal como Kike de la Rosa
- Diana Osorio como Pilar Álamo
- Mariana Huerdo como Silvita Linares
- Sebastián Ligarde como Abogado Borges
- Mardi Monge como Virginia
- Julio Capote como Lorenzo
- Khotan Fernández como Gerardo
- Andrés Mistage como Jorge
- Griselda Noguera como Lala Suárez
- Claudia Reyes como Fiona Valente
- Sandra García  como Samantha
- Liannet Borrego como Nancy
- Gonzalo Vivanco como Eduardo
- Mirta Renée como Marcela

## Impacto en el cine
En 2021 durante el estreno de la película de Marvel Studios, Venom: Let There Be Carnage. Se filtró en Internet una escena poscréditos de la película en donde aparecían los personajes Diana Soriano (Alejandra Lazcano) y Maximiliano Irazábal (David Zepeda) en el Universo cinematográfico de Marvel. Lo que causó que dicha escena se hiciera viral, dando a entender que dicha escena sería parte de la llegada de Zepeda a Marvel y convirtiéndolo en el primer mexicano en aparecer en una cinta de Marvel, antes de la llegada de Salma Hayek en Eternals. Por su parte Lazcano rindió tributo al género de las telenovelas diciendo que: «Creo que es un tributo a las telenovelas, porque las telenovelas son vistas en prácticamente todo el mundo y de alguna manera es un reconocimiento a este género tan importante. […] Una gran sorpresa».